# 구미산동고등학교
구미산동고등학교(龜尾山東高等學校)는 대한민국 경상북도 구미시 산동읍에 있는 공립 고등학교이다.

## 연혁
- 2017년	4월 18일 구미산동고등학교 설립 인가(24학급)
- 2020년	3월 1일 구미산동고등학교 개교
- 2020년	3월 1일 제1대 장인기 교장 취임
- 2020년	4월 16일 제1회 입학식(신입생 208명)

## 참고 자료
- 구미산동고등학교 - 한국교육학술정보원 학교알리미